# Angraecum ramosum
Angraecum ramosum là một loài lan.